# Призраки Завтра
«Призраки завтра» — тринадцатый студийный альбом группы «Мумий Тролль», который вышел 2 октября 2020 года.

## Список композиций
1. Всходы
2. Не целуясь
3. Романс знатоков
4. Космические силы
5. Призраки завтра (из сериала «Вампиры средней полосы»)
6. Не целуясь (feat. T-Fest)
7. Кутить (feat. Скриптонит)
8. Призраки завтра (DZA Reflip)

## Участники записи
- Илья Лагутенко — вокал
- Олег Пунгин — ударные
- Александр 'DZA' Холенко — синтезатор
- Артём Крицин — гитара
- Павел Вовк — бас-гитара